# Folkpartiet för Fransk demokrati
Folkpartiet för Fransk demokrati, på franska le Parti Populaire pour la Démocratie Française (PPDF), var ett liberalt franskt parti.
Det lanserades som efterträdare till Klubbarna för Perspektiv och Realiteter i juli 1995 av Valéry Giscard d'Estaings anhängare inom Unionen för Fransk demokrati (UDF), som Hervé de Charette, Jean-Pierre Fourcade, Dominique Bussereau, Jean-Pierre Raffarin, Jean-François Mattei, Pierre Albertini, Jean-François Humbert, Françoise Hostalier och Robert Hersant.
1998 deltog PPDF i omformandet av alliansen UDF till partiet Nya UDF, vilket föranledde några medlemmar (bland andra Jean-François Mattei, Jean-Pierre Raffarin och Dominique Bussereau) att hoppa av till Liberal Demokrati.
2002 gick Nya UDF i sin tur upp i UMP.